# Ohaba-Ponor
Ohaba-Ponor – wieś w Rumunii, w okręgu Hunedoara, w gminie Pui. W 2011 roku liczyła 289 mieszkańców.